# リチャード・グティエレス
リチャード・グティエレス（Richard Gutierrez, 1984年1月21日 - ）は、フィリピンの俳優。ロサンゼルスで生まれた。父エディー・グティエレスと母アナベル・ラマは共に俳優である。
2004年にフィリピン映画芸術科学アカデミー賞でヘルマン・モレノ・ユース・アチーブメント・アワードを受賞した。

## 出演作品

### 映画
- ホスピタル・オブ・ザ・デッド 〜閉ざされた病院〜（原題：Patient X[3], 2009年）[4]

### テレビドラマ
- フルハウス（2009年-2010年、GMAネットワーク） - ジャスティン役[5]